# Broodje bal

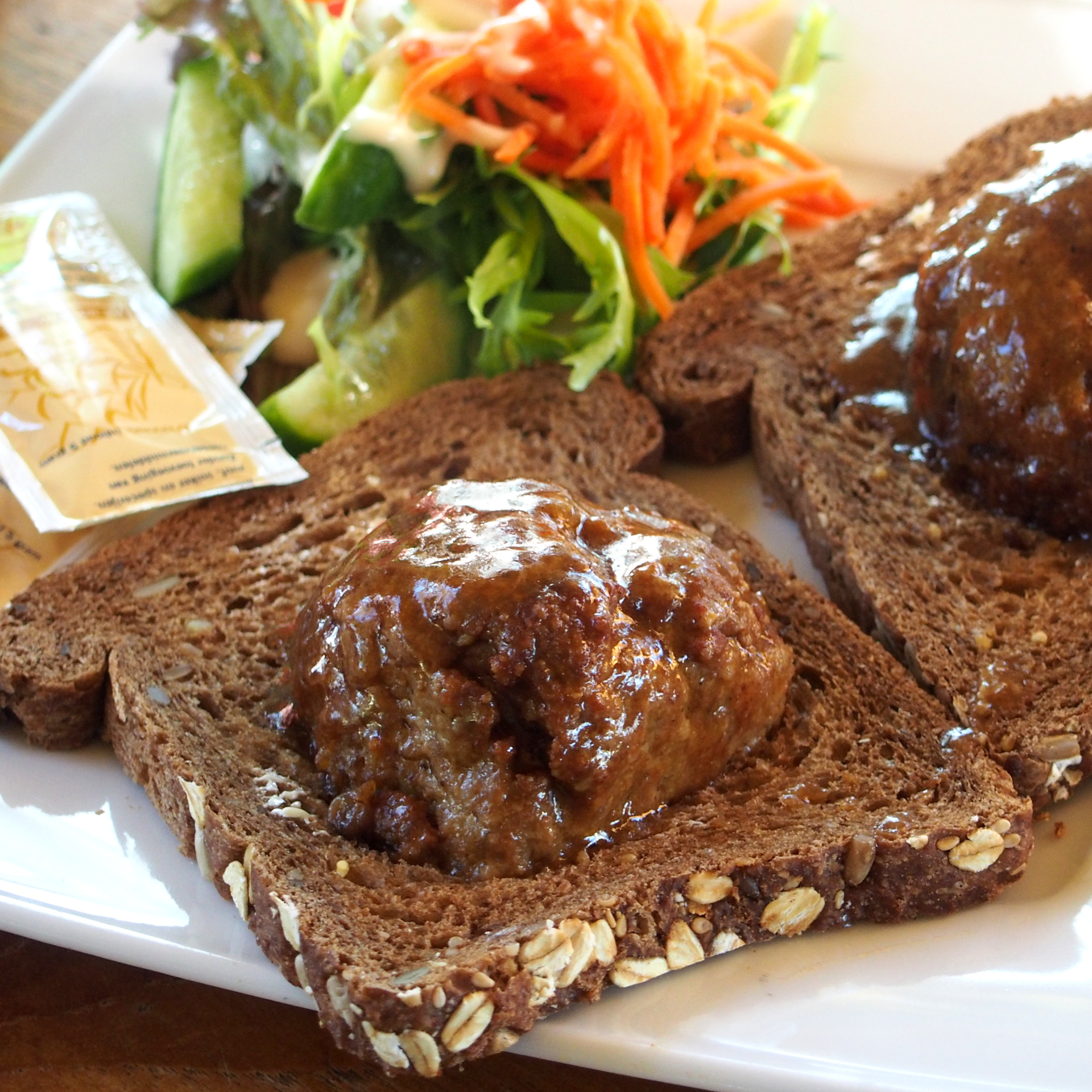
Een broodje bal geserveerd op bruin brood

Een broodje bal is een zacht broodje met daarin een hele, of een gedeelte van een gehaktbal. Deze gehaktbal is vervaardigd uit gemalen vlees, vaak een mengsel van rund- en varkenvlees. Eventueel wordt het broodje bal met een saus, bijvoorbeeld mosterd, mayonaise of curry opgediend. Een broodje bal is te verkrijgen bij de meeste snackbars.